# Cerocala
Cerocala é um gênero de traça pertencente à família Arctiidae.